# Parsley, Sage, Rosemary and Thyme
Parsley, Sage, Rosemary and Thyme ist ein Musikalbum des US-amerikanischen Duos Simon & Garfunkel. Es wurde in den USA am 10. Oktober 1966 veröffentlicht. Vom Rolling-Stone-Magazin wurde es auf Platz 201 der „500 besten Alben aller Zeiten“ gewählt. Das Album war 145 Wochen in den US-Billboard-Charts und erreichte Platz 4.
Der Titel Parsley, Sage, Rosemary and Thyme (Engl. Petersilie, Salbei, Rosmarin und Thymian) leitet sich aus der sich in jeder Strophe wiederholenden zweiten Zeile des Eröffnungsstückes Scarborough Fair/Canticle ab.

## Geschichte
Nach dem Erfolg des Anfang 1966 veröffentlichten Albums Sounds of Silence, das den Durchbruch von Simon & Garfunkel markierte, begab sich das Duo ins Studio, um das nächste Album aufzunehmen. Dabei konnten sie auf den bereits recht umfangreichen Fundus an von Paul Simon geschriebenen Titeln zurückgreifen. Einige Titel hatte Simon bereits 1965 auf seinem zunächst nur in Großbritannien veröffentlichten Soloalbum The Paul Simon Songbook eingespielt. Als Produzent trat hier – wie bei Sounds of Silence – wieder Bob Johnston auf. Auch dieses Album entstand überwiegend in Nashville.

## Titelliste
Wie üblich stammen fast alle Titel von Paul Simon. Ausnahmen sind lediglich der Text des alten englischen Volkslieds Scarborough Fair sowie 7 O’Clock News/Silent Night, das eine Nachrichtensequenz und die englischsprachige Version des bekannten Weihnachtsliedes Stille Nacht, heilige Nacht von Franz Xaver Gruber und Joseph Mohr enthält.

### Seite 1
1. Scarborough Fair/Canticle – 3:10
2. Patterns – 2:42
3. Cloudy – 2:10
4. Homeward Bound – 2:30
5. The Big Bright Green Pleasure Machine – 2:44
6. The 59th Street Bridge Song (Feelin’ Groovy) – 1:43

### Seite 2
1. The Dangling Conversation – 2:37
2. Flowers Never Bend with the Rainfall – 2:10
3. A Simple Desultory Philippic (Or How I Was Robert McNamara’d into Submission) – 2:12
4. For Emily, Whenever I May Find Her – 2:04
5. A Poem on the Underground Wall – 1:52
6. 7 O’Clock News/Silent Night – 2:01

### Neuauflage
Auf der Neuauflage des Albums in der Box The Columbia Studio Recordings 1964–1970 sind zudem noch zwei Demo-Aufnahmen der Stücke Patterns und A Poem on the Underground Wall zu finden.

## Sonstiges
- Die Nachrichtensequenz in 7 O’Clock News/Silent Night ist undatiert. Da jedoch u. a. auf den Tod von Lenny Bruce verwiesen wird, stammt sie vermutlich von dessen Todestag, dem 3. August 1966.
- Das Stück mit dem sperrigen Titel A Simple Desultory Philippic (Or How I Was Robert McNamara’d into Submission) wurde von Simon ebenfalls 1965 unter dem Titel A Simple Desultory Philippic (Or How I Was Lyndon Johnson’d into Submission) veröffentlicht. Der Untertitel wurde zu Beginn des Stücks gesprochen, jedoch nicht in den Titel übernommen. Auch in diesem Stück wird Lenny Bruce erwähnt.

## Weblink
Parsley, Sage, Rosemary and Thyme bei Discogs